# Zăvoaia
Zăvoaia è un comune della Romania di 3 352 abitanti, ubicato nel distretto di Brăila, nella regione storica della Muntenia.
Il comune è formato dall'unione di 2 villaggi: Dudescu e Zăvoaia.